# Château de Cisery
Le château de Cisery est un château situé à Cisery, en France.

## Localisation
Le château est situé dans le département français de l'Yonne, sur la commune de Cisery.

## Description
Il s'agit des vestiges de l'ancien château seigneurial de Cisery datant du XIVe siècle, transformé aujourd'hui en ferme.
Le manoir était flanqué de quatre tours et entouré de larges douves remplies d'eau, on y accédait par une poterne à pont-levis du XVIe siècle. Malgré l'importance de ses bâtiments, le château de Cisery n'a pas eu de rôle important au Moyen Âge, sinon celui de servir de refuge aux populations des environs lorsque des bandes pillaient la région.
Il subsiste aujourd'hui le corps de logis flanqué d'une tour ronde à toiture conique, et à l'autre extrémité la tour carrée du pont-levis, munie d'une bretèche sur consoles. Deux matériaux différents sont utilisés : le calcaire qui constitue le sous-sol de la Terre-Plaine et le granite qui provient du Morvan tout proche.

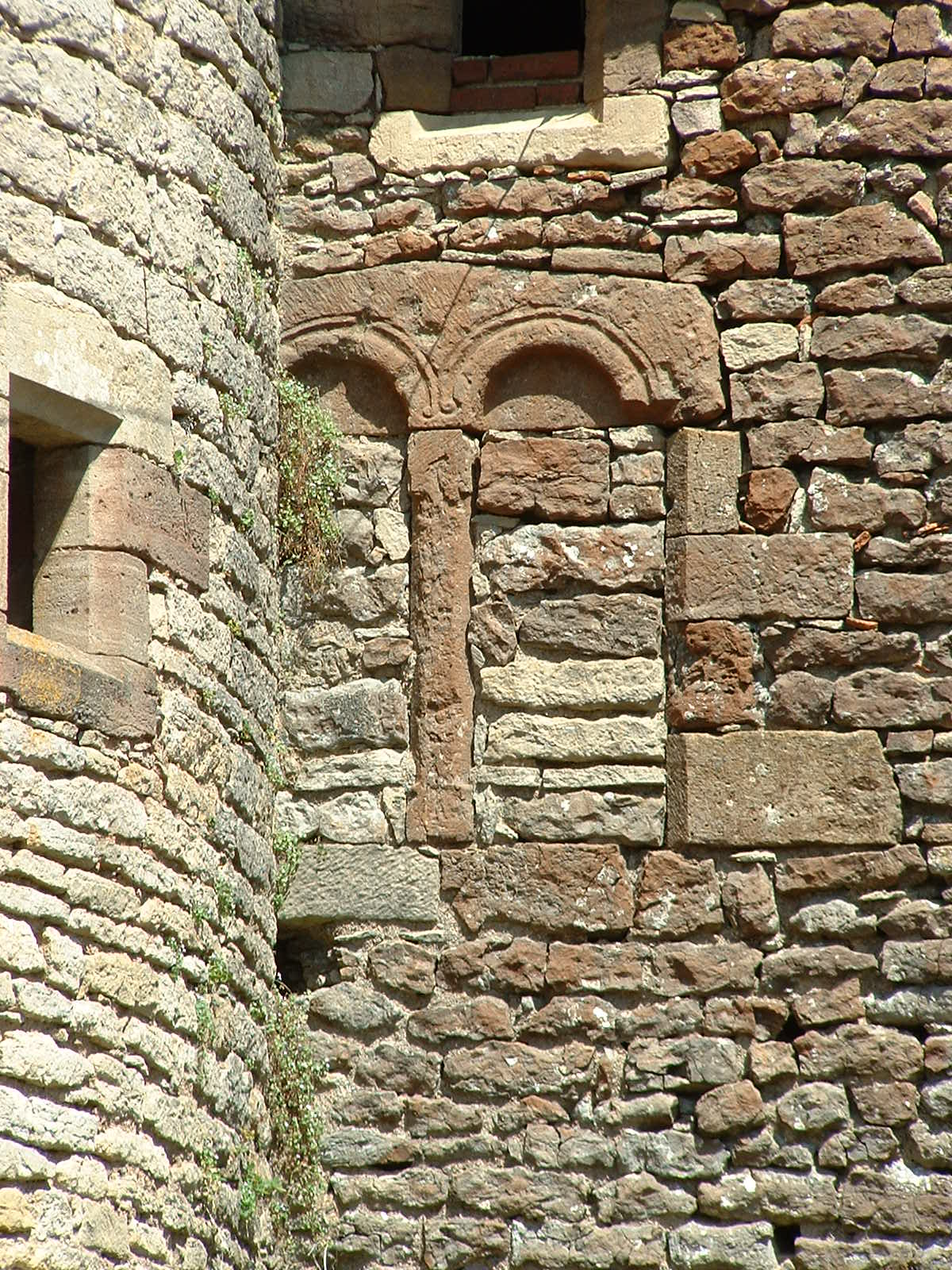
Détail.
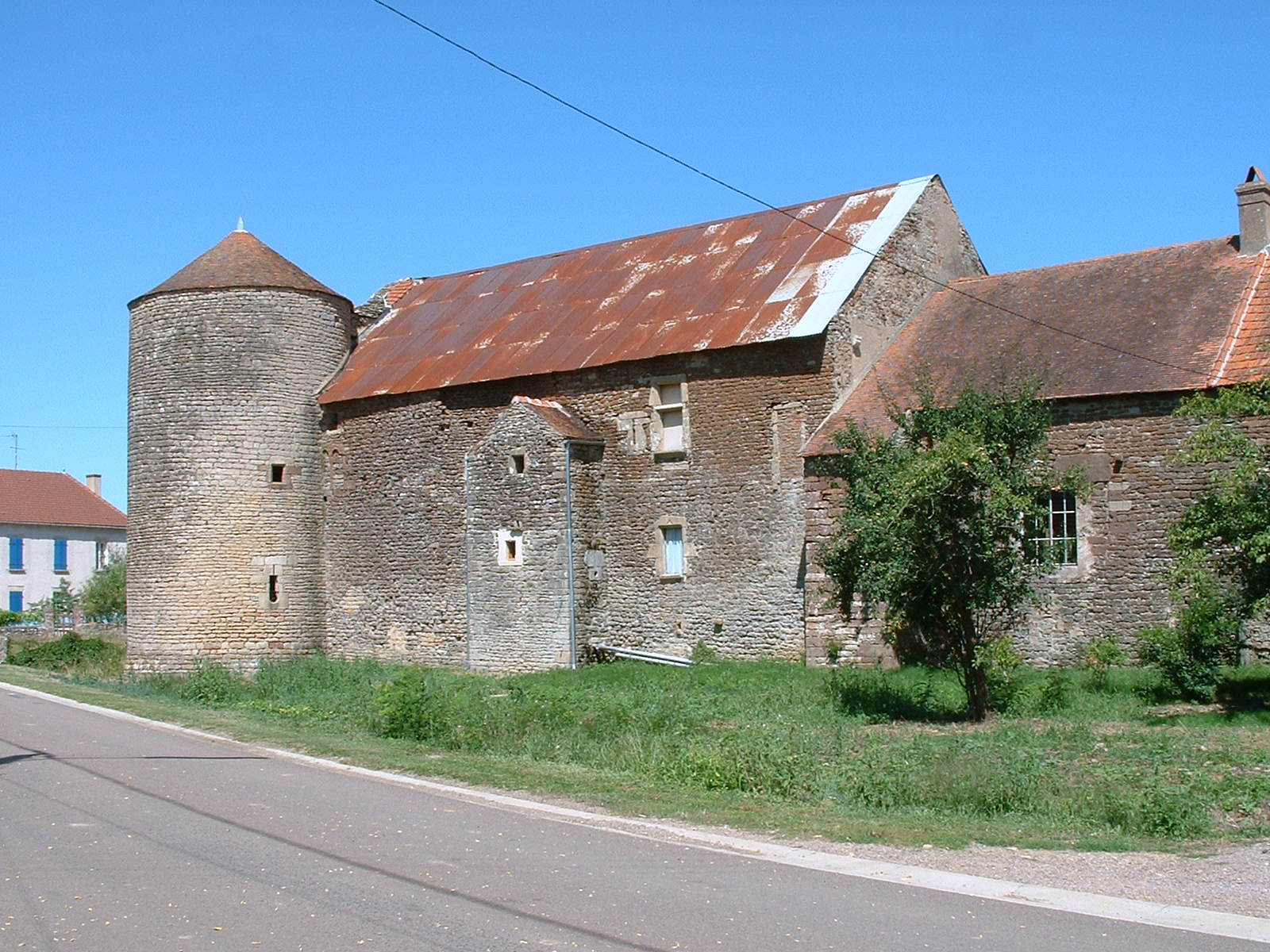
Vue générale.
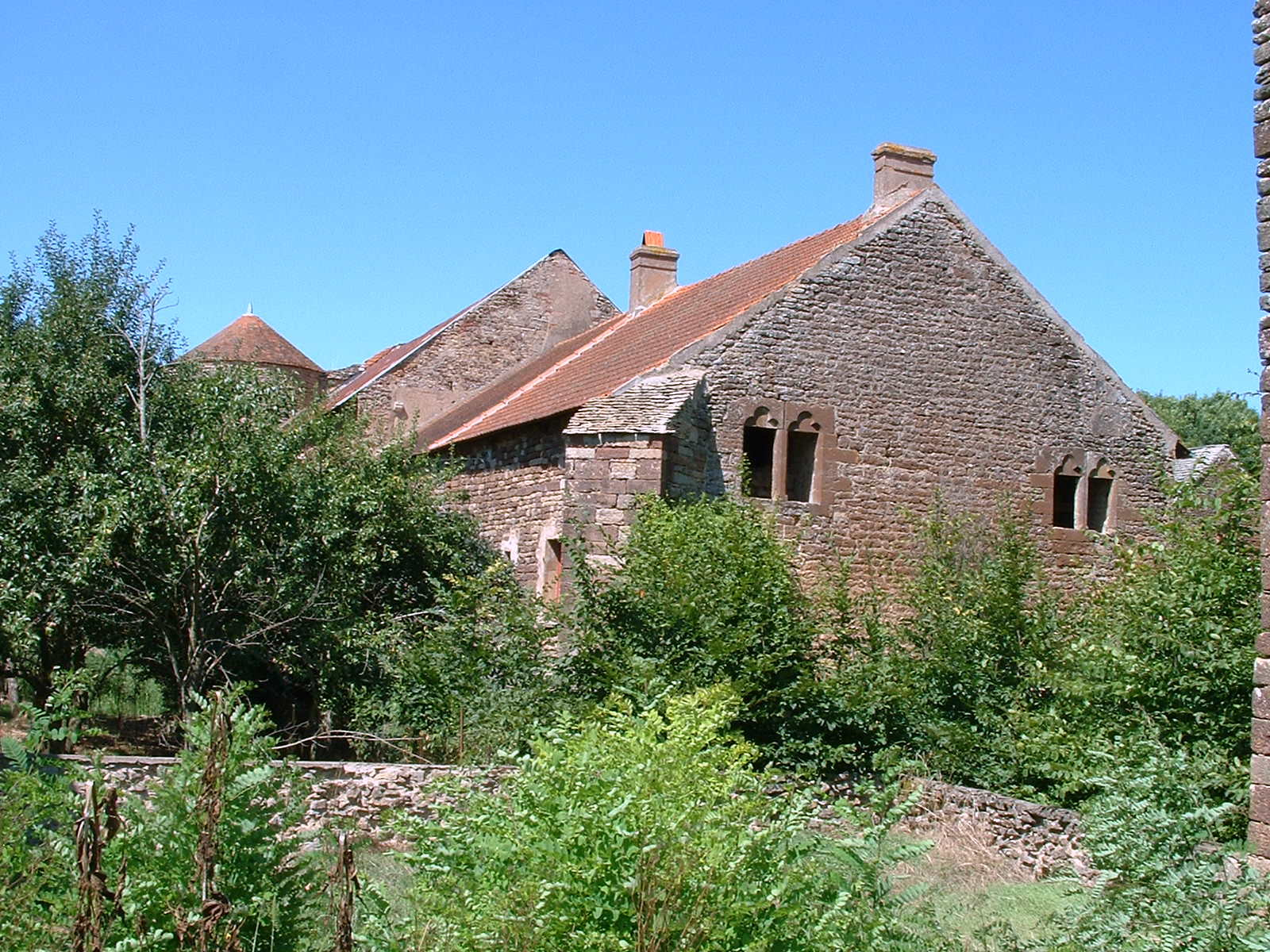
Vue de l'arrière.
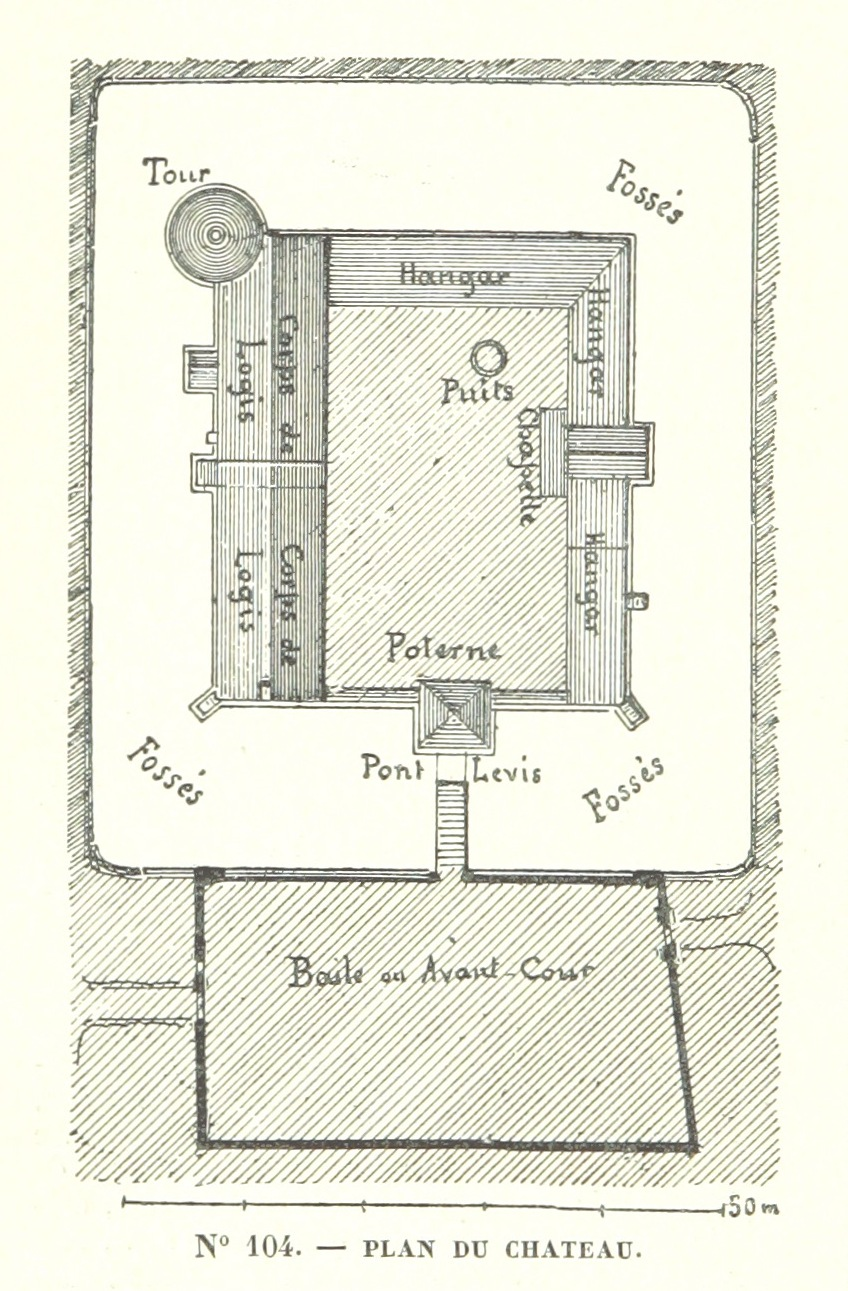
Plan.

## Historique
L'édifice est inscrit au titre des monuments historiques en 1976.